# Togo i olympiska spelen
Togo deltog första gången vid olympiska sommarspelen 1972 i München och har sedan dess varit med vid varje olympiskt sommarspel förutom vid spelen 1976 i Montréal och spelen 1980 i Moskva som de bojkottade. De deltog vid de olympiska vinterspelen för första gången vid olympiska vinterspelen 2014. De har totalt vunnit en medalj.

## Medaljer
| Guld | Silver | Brons | Totalt antal medaljer |
| ---- | ------ | ----- | --------------------- |
| 0    | 0      | 1     | 1                     |

| Spel                | Idrottare        | Guld | Silver | Brons | Totalt | Placering |
| München 1972        | 7                | 0    | 0      | 0     | 0      | –         |
| Montréal 1976       | Deltog inte      |      |        |       |        |           |
| Moskva 1980         | Deltog inte      |      |        |       |        |           |
| Los Angeles 1984    | 6                | 0    | 0      | 0     | 0      | –         |
| Seoul 1988          | 6                | 0    | 0      | 0     | 0      | –         |
| Barcelona 1992      | 6                | 0    | 0      | 0     | 0      | –         |
| Atlanta 1996        | 5                | 0    | 0      | 0     | 0      | –         |
| Sydney 2000         | 3                | 0    | 0      | 0     | 0      | –         |
| Aten 2004           | 3                | 0    | 0      | 0     | 0      | –         |
| Peking 2008         | 4                | 0    | 0      | 1     | 1      | 80        |
| London 2012         | 6                | 0    | 0      | 0     | 0      | –         |
| Rio de Janeiro 2016 | 5                | 0    | 0      | 0     | 0      | –         |
| Tokyo 2020          | 4                | 0    | 0      | 0     | 0      | –         |
| Paris 2024          | 5                | 0    | 0      | 0     | 0      | –         |
| Los Angeles 2028    | Framtida tävling |      |        |       |        |           |
| Brisbane 2032       | Framtida tävling |      |        |       |        |           |
| Totalt              | Totalt           | 0    | 0      | 1     | 1      | 151       |

| Spel                | Idrottare        | Guld             | Silver           | Brons            | Totalt           | Placering        |
| Sotji 2014          | 2                | 0                | 0                | 0                | 0                | –                |
| Pyeongchang 2018    | 1                | 0                | 0                | 0                | 0                | –                |
| Peking 2022         | Deltog inte      | Deltog inte      | Deltog inte      | Deltog inte      | Deltog inte      | Deltog inte      |
| Milano–Cortina 2026 | Framtida tävling | Framtida tävling | Framtida tävling | Framtida tävling | Framtida tävling | Framtida tävling |
| Totalt              | Totalt           | 0                | 0                | 0                | 0                | –                |

### Medaljer efter sporter
| Sport            | Guld | Silver | Brons | Totalt |
| Kanotsport       | 0    | 0      | 1     | 1      |
| Totalt (1 sport) | 0    | 0      | 1     | 1      |

## Lista över medaljörer
| Medalj | Namn              | Spel        | Sport      | Gren                   |
| ------ | ----------------- | ----------- | ---------- | ---------------------- |
| Brons  | Benjamin Boukpeti | Peking 2008 | Kanotsport | Herrarnas K-1 i slalom |